# Constitution de Chypre du Nord
Lire en ligne

Parlement : (tr) Texte officiel
Wikisource : (tr) Texte original, (en) traduction ;
cypnet.co.uk : (en) traduction privée

La Constitution de la république turque de Chypre du Nord fut préparée par l’Assemblée constituante de Chypre du Nord après la déclaration d'indépendance du 15 novembre 1983, et approuvée par l’électorat chypriote-turc lors d'un référendum organisé le 5 mai 1985 avec une majorité de 70,2 % en sa faveur. La Constitution est similaire à la Constitution de l’État fédéré turc de Chypre de 1975 mais contient un certain nombre de dispositions répondant aux nouveaux besoins de la République. 

## Sources
- (en) Cet article est partiellement ou en totalité issu de l’article de Wikipédia en anglais intitulé « Constitution of Northern Cyprus » (voir la liste des auteurs).

## Compléments